# Pacific Racing

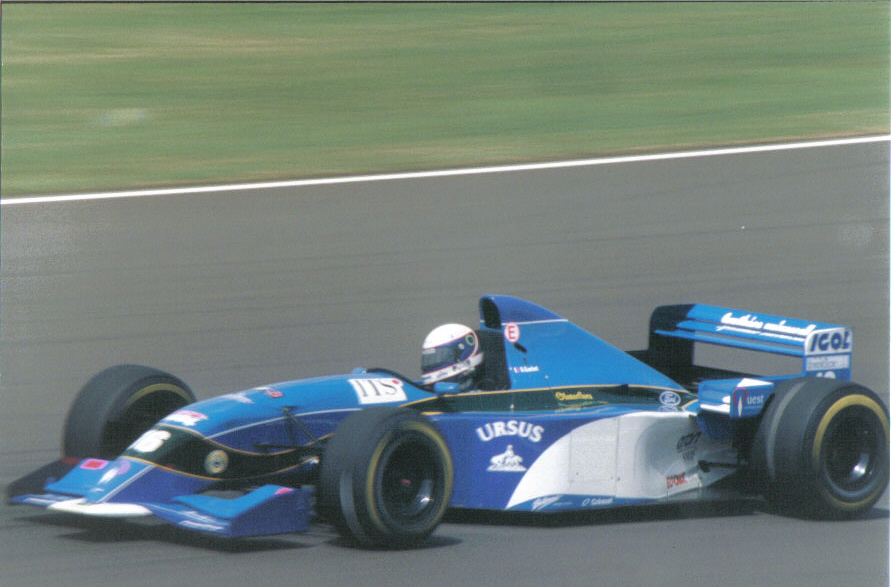
Bertrand Gachot in 1995 in actie voor Pacific Racing.

Pacific Racing was een autoraceteam onder leiding van Keith Wiggins. In 1994 en 1995 nam het onder de naam Pacific Grand Prix deel aan de Formule 1 maar het haalde geen punten.
Oud-racer en -monteur Wiggins richtte Pacific in 1984 op en startte in Formule Ford-kampioenschappen. In de jaren erop werden de successen in verschillende Formule-klassen aan elkaar geregen met onder anderen Bertrand Gachot, JJ Lehto, Eddie Irvine, Christian Fittipaldi en David Coulthard als coureurs. In 1992 besloot Wiggins dat nu hij alles had gewonnen in lager klassen hij zich zou richten op het opzetten van een Formule 1-team, dat zou moeten deelnemen in 1993. Financiële problemen verhinderden dat, maar in 1994 lukte het Wiggins om alles rond te krijgen.
Het chassis nam Pacific over van Reynard dat ondanks plannen daarvoor nooit gestart was in de Formule 1, de motor kwam van Ilmor en was al 2 jaar oud. Oude bekende Gachot kwam als coureur samen met Paul Belmondo. Al spoedig bleek dat het team tekortschoot, de auto's waren veel te langzaam en hadden grote moeite om zich te kwalificeren (elke race vielen 2 auto's af). Alleen in Brazilië kwalificeerde een Pacific (in dit geval Gachot) zich op eigen kracht, de overige keren kwamen er door omstandigheden startplekken vrij. Tijdens de dramatische Grand Prix van San Marino kwam er een plek vrij voor Gachot door de zware crash van Rubens Barrichello. Vanwege de fatale ongelukken van Roland Ratzenberger en Ayrton Senna startten hun teams in Monaco met elk 1 auto waardoor beide Pacifics konden starten. Bij de Grand Prix van Spanje startte Sauber met 1 auto en doordat Andrea Montermini zwaar crashte konden beide Pacifics opnieuw starten. Montermini's blessure zorgde voor 1 startplek in de Grand Prix van Canada voor Gachot maar daarna kwamen de Pacifics niet meer door de kwalificatie. Het team haalde nooit de finish. Na de (opnieuw mislukte) kwalificatie voor de laatste wedstrijd van het jaar, de Grand Prix van Australië verklaarde Gachot dat het een van de mooiste dagen van zijn leven was omdat hij nooit meer in de Pacific hoefde te rijden.
Toch ging Wiggins door in 1995, hij nam nieuwe ontwerpers aan en nam een deel van de staf van het failliete Lotus F1 over. De motoren van Ilmor werden vervangen door die van Cosworth. Bertrand Gachot bleef aan en werd aandeelhouder, de tweede coureur was Andrea Montermini. Kwalificeren voor de races werd een zekerheid doordat het startveld kleiner was geworden. Pacific presteerde beter in het begin van het seizoen en Gachot haalde voor het eerst de finish in een Pacific tijdens de Grand Prix van Groot-Brittannië. Aanhoudende geldproblemen zorgden er echter voor dat het team zich niet verder kon ontwikkelen en de Pacifics bleven het hele jaar in de achterhoede rijden. Gachot maakte halverwege het seizoen plaats voor meer kapitaalkrachtige coureurs Giovanni Lavaggi en Jean-Denis Délétraz. Ook had Wiggins de kans willen geven aan Katsumi Yamamoto en Olivier Gavin maar deze kregen geen superlicentie van de FIA waarop Gachot terugkeerde. Montermini mocht hele jaar blijven maar kon ook geen indruk maken, en reed ook nog eens bij een pitstop een monteur omver waardoor die zijn been brak. 
Hoewel 1995 beter was verlopen dan het eerste jaar trok Wiggins zijn team na afloop van het seizoen terug uit de Formule 1 vanwege geldgebrek en stapte met Pacific terug naar de Formule 3000. Na een onsuccesvol jaar vertrok Wiggins naar Amerika en verdween de naam Pacific uit de autosport. Wiggins werd teambaas in de CART en ChampCar.